# Pierre de Luxembourg
Pour les articles homonymes, voir Saint Pierre.
Pierre de Luxembourg, né le 20 juillet 1369 au château de Ligny-en-Barrois et mort le 2 juillet 1387 à Villeneuve-lès-Avignon, est un cardinal.
C'est un bienheureux catholique fêté le 2 juillet.

## Biographie

### Son enfance
Membre de la maison de Luxembourg qui règne sur le Saint-Empire Romain Germanique, la Bohême et le Luxembourg,  il est le fils de Guy de Luxembourg, comte de Ligny-en-Barrois et de Mahaut de Châtillon, comtesse de Saint-Pol.
Ayant perdu ses parents en bas âge, il est élevé par sa tante Jeanne, comtesse d’Orgières.
Frère cadet du comte Waléran III, il est destiné à l’Église. En 1377, on l’envoie faire des études à Paris, il y obtient de bons résultats. Il devient chanoine de Paris en 1379 et chanoine de Cambrai en 1382.

### Sa carrière épiscopale
En 1384, à l'âge de 15 ans, il est  nommé évêque de Metz par l’antipape Clément VII qui était soutenu par le clergé messin pendant le Grand Schisme d'Occident.
L’empereur Venceslas Ier, partisan du pape Urbain VI, fait nommer Thielleman de Bousse. Ces conflits pour la direction du siège épiscopal entraînent des combats à Metz, Boulay et Thionville, sans que Thielleman de Bousse parvienne à faire reconnaître ses prétentions à Metz.

### Le cardinal d’Avignon

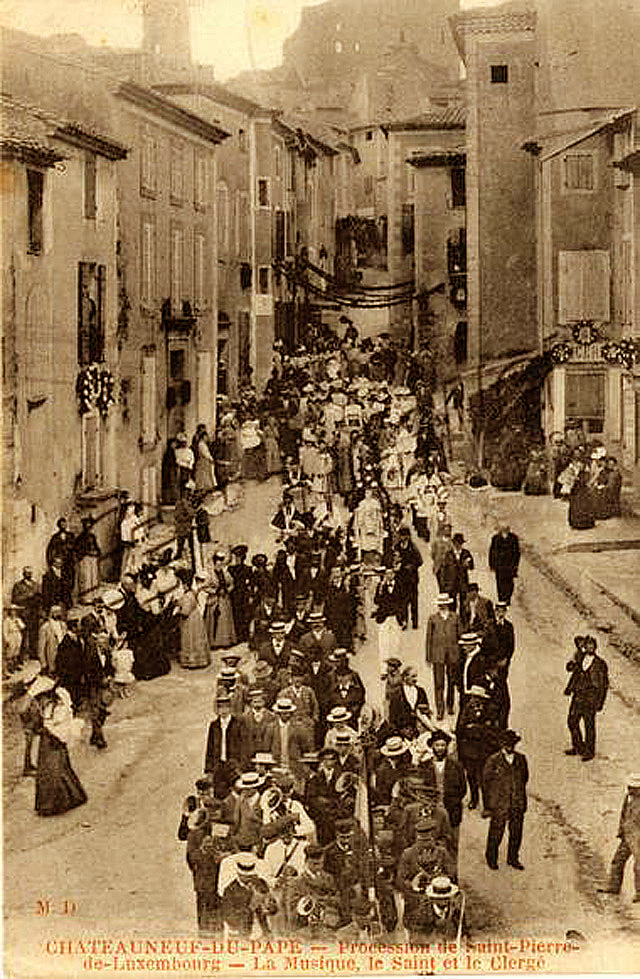
Fête de Pierre de Luxembourg à Châteauneuf-du-Pape.

En 1386, il est nommé cardinal par Clément VII. Il conserve à la fastueuse cour d'Avignon son mode de vie austère, s'infligeant des jeûnes et des pénitences qui entraîneront sa mort prématurée dix mois plus tard, le 2 juillet 1387 å l'âge de 18 ans. Ce cardinal ascétique qui distribue largement les aumônes aux pauvres fait rapidement l'admiration du peuple. Il est réputé gratifié d'extases, au cours desquelles le Christ lui apparaît. Sur l'emplacement de la plus célèbre d'entre elles, à Châteauneuf-du-Pape, une chapelle sera édifiée.
À l'annonce de sa mort, la foule se précipite pour vénérer la dépouille de celui qu'elle considère déjà comme un saint. Il est enterré, selon ses volontés, sans apparat dans le cimetière des pauvres d'Avignon le 5 juillet. Ses obsèques au milieu d'une foule immense tournent à l'émeute. Des miracles ont lieu sur sa tombe, qui connaissent un grand retentissement au point que le pape ordonne dès le 7 juillet que ces événements soient consignés par écrit. Le 5 octobre, on relève déjà « 1964 miracles dont 13 résurrections ».
La reine Marie Ire de Sicile fait édifier en 1389 une chapelle au-dessus de la tombe. Le roi de France et le chapitre de Notre-Dame de Paris demandent un procès en canonisation qui s’ouvre à Avignon en 1390, mais, interrompu en 1397 par la mort de Clément VII, il ne sera jamais repris. L’église officialise tardivement le culte de ce personnage trop lié au schisme d’Avignon. Sous les pressions de la France, sa béatification est proclamée par Rome le 9 avril 1527, mais il ne sera jamais canonisé.

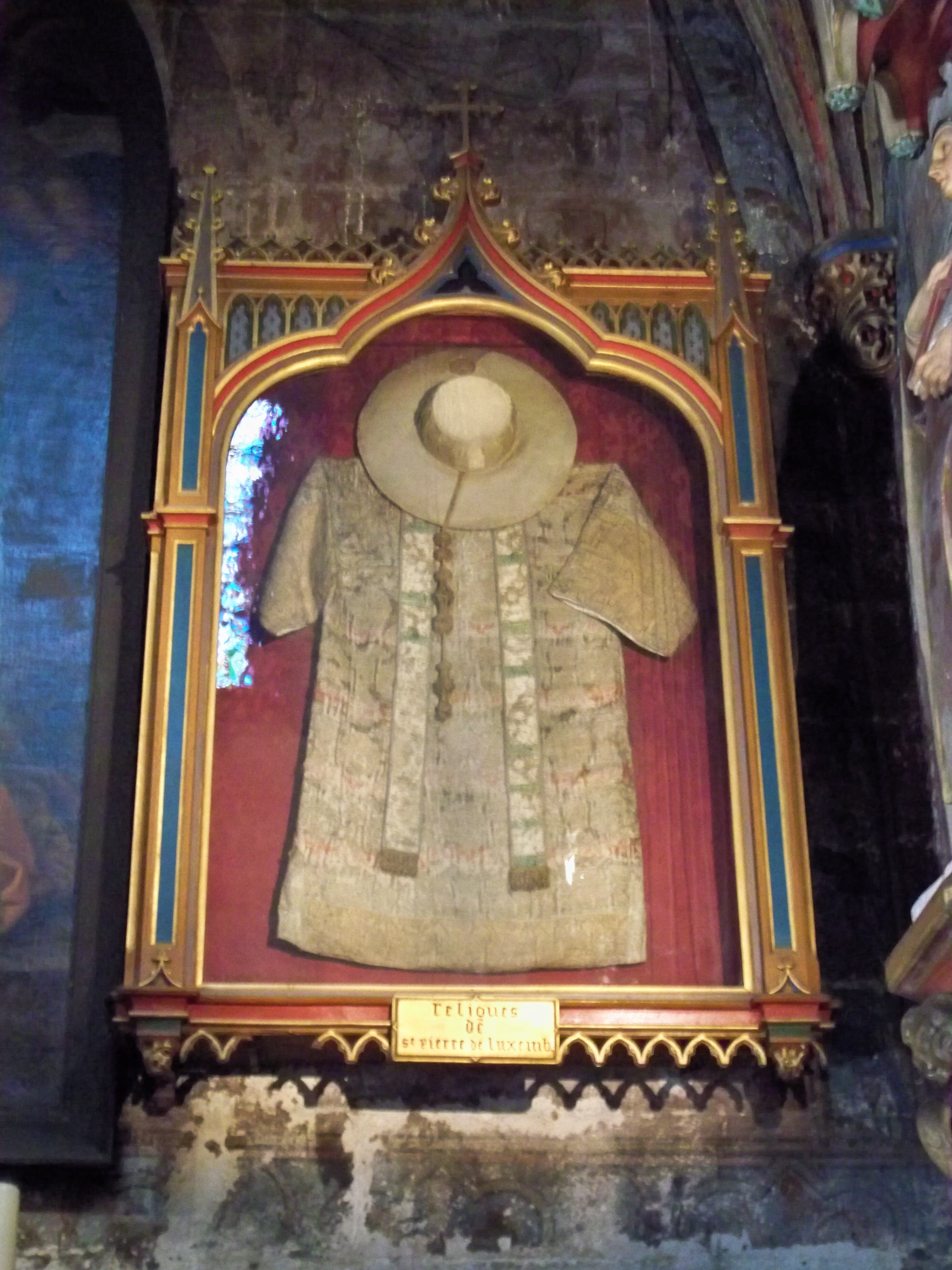
Tunique, galero et étole de Pierre de Luxembourg, conservés dans la basilique St Pierre d'Avignon.

Mais la Provence n’a pas attendu la reconnaissance de Rome pour vénérer Pierre de Luxembourg dont le culte n’a jamais cessé depuis sa mort. Près de la tombe, en 1395, le roi de France fait poser la première pierre de l’église des Célestins chargés du pèlerinage sur le « Corps Saint ». Cette église reçoit en 1401 le mausolée de Clément VII.
À Avignon, dont Pierre de Luxembourg est l’un des saints patrons, la date anniversaire de son inhumation était chômée et donnait lieu à des cérémonies publiques de très grande ampleur. Le XVIIe siècle connaît l’apogée de son culte. Au XIXe siècle encore, des confréries vouées à l’éducation de la jeunesse se placent sous son patronage en Provence, où le prénom « Pierre-de-Luxembourg » est alors relativement courant.
Il se fête le 2 juillet à Châteauneuf-du-Pape dont il est le saint patron.

## Ascendance